# 김도훈 (연출가)
김도훈(1970년 ~ )은 MBC 드라마본부의 프로듀서이다.

## 경력
- MBC 드라마본부 프로듀서
- 제이에스픽쳐스 프로듀서

## 연출 작품
- 2002년 MBC 베스트극장 《짝사랑》 - 데뷔작
- 2003년 MBC 베스트극장 《100.4mhz》
- 2003년 MBC 베스트극장 《살인에 관한 고백》
- 2003년 MBC 베스트극장 《빗속의 여인》
- 2003년 MBC 베스트극장 《지독한 사랑을 꿈꾸는 당신에게》
- 2003년 MBC 베스트극장 《클럽 파라다이스》
- 2003년 MBC 베스트극장 《겨울새의 꿈》
- 2004년 MBC 베스트극장 《유혹》
- 2005년 MBC 월화드라마 《환생 next》
- 2006년 MBC 베스트극장 《사랑해 아줌마》
- 2008년 MBC 수목드라마 《스포트라이트》
- 2011년 MBC 수목드라마 《로열 패밀리》
- 2012년 MBC 수목드라마 《해를 품은 달》
- 2013년 MBC 수목드라마 《메디컬 탑팀》
- 2021년 OCN 토일드라마 《키마이라》